# Gun Shy (filme de 2017)
Gun Shy (bra: Perdido na Fama) é um filme de comédia de ação britânico dirigido por Simon West e estrelado por Antonio Banderas e Olga Kurylenko. Foi lançado em 8 de setembro de 2017.

## Sinopse
Turk Henry, o baixista de uma banda megaplatinada recentemente dissolvida, leva sua esposa - mimada a supermodelo Sheila - para férias exóticas e luxuosas no Chile, mas ela é sequestrada por um grupo de piratas renegados que tentam arrecadar dinheiro para comprar um barco. Acostumado ao seu estilo de vida de superstar e carente de habilidades básicas para a vida, Turk embarca em uma missão de resgate, levando-o dos becos de Santiago para as selvas da América do Sul.

## Elenco
Segue abaixo a tabela do elenco:
| Ator               | Personagem                    |
| ------------------ | ----------------------------- |
| Antonio Banderas   | Turk Enry                     |
| Olga Kurylenko     | Sheila                        |
| Ben Cura           | Juan Carlos                   |
| Mark Valley        | Ben Harding                   |
| Aisling Loftus     | Marybeth                      |
| David Mitchell     | John Hardigger                |
| Jeremy Swift       | Charlie                       |
| Jesse Johnson      | Daniel                        |
| Ellie Goffe        | Amy Fitzsimmons               |
| Martin Dingle-Wall | Clive Muggleton               |
| Milanka Brooks     | Apresentadora de TV           |
| Anna Francolini    | Sandrine                      |
| Christopher Brand  | Bandido russo                 |
| Fernando Godoy     | Ramón                         |
| Lester Ransom      | Proprietário do bar           |
| Sebastián Apiolaza | Bandid                        |
| Paul Manzi         | Vocalista do Metal Assassin   |
| Steevi Bacon       | Baterista do Metal Assassin   |
| Greg Hart          | Guitarrista do Metal Assassin |

## Produção

Cartaz antigo exibindo o título provisório Salty.

O filme foi produzido sob o título provisório Salty (o nome do romance do qual foi adaptado), mas o título foi posteriormente alterado para Gun Shy. O orçamento foi obtido por meio de crowdfunding de capital, com o filme arrecadando £ 1,9 milhões no SyndicateRoom.

## Recepção
No agregador de resenhas Rotten Tomatoes, Gun Shy possui uma classificação de aprovação de 0% com base em 11 críticas e uma classificação média de 2,9/10. A avaliação da audiência foi mais positiva, com 36%. No Metacritic, o filme tem uma pontuação de média ponderada de 21 de 100 com base em cinco críticos, indicando "críticas geralmente desfavoráveis". A nota da audiência foi novamente maior, com 5.0 pontos derivados de 10 avaliações.